# ʿAlī ibn Abī Tālib

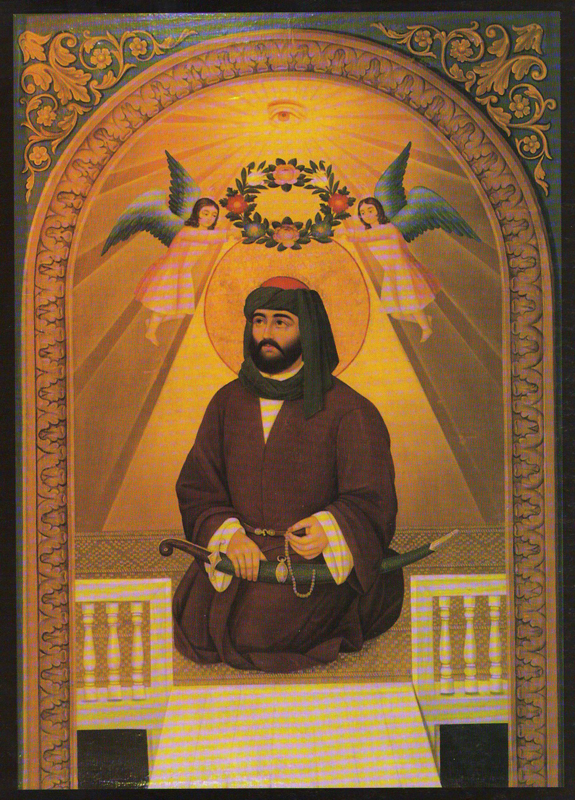
Idealisierte Darstellung Alis vom armenischen Hofmaler Hakob Hovnatanyan (1806–1881)

Abū l-Hasan ʿAlī ibn Abī Tālib (arabisch أبو الحسن علي بن أبي طالب, DMG Abū l-Ḥasan ʿAlī b. Abī Ṭālib; geboren um 600 in Mekka; gestorben am 28. Januar 661 in Kufa), häufig kurz Ali genannt, war der Vetter und Schwiegersohn des Propheten Mohammed und ist eine zentrale Figur des Islam. Er war der erste männliche Anhänger Mohammeds und heiratete dessen Tochter Fatima. Nach dem Tode des Propheten im Jahre 632 war er von 656 bis 661 Kalif. Über die Frage, ob er berechtigt gewesen wäre, unmittelbar nach dem Tode Mohammeds dessen Nachfolge anzutreten, entzweiten sich die Muslime: Für die Schiiten, deren Name sich von schīʿat ʿAlī (شيعة علي / šīʿat ʿAlī / ‚Partei ʿAlīs‘) ableitet, war ʿAlī der rechtmäßige Nachfolger Mohammeds, die Sunniten dagegen meinen, dass Mohammeds Schwiegervater Abū Bakr, der auch tatsächlich die Nachfolge antrat, größeren Anspruch darauf hatte. Den Sunniten gilt ʿAlī als vierter und letzter Rechtgeleiteter Kalif, den Schiiten und den Aleviten, deren Name sich ebenfalls von ʿAlī ableitet, als erster der Zwölf Imame. Auch ʿAlīs Söhne Hasan und Husain sind zentrale Personen im schiitischen und alevitischen Islam. Bis heute genießen die Aliden (al-ʿAlawiyyūn, die Nachkommen ʿAlīs) hohes Ansehen in den muslimischen Gesellschaften.

## Abstammung

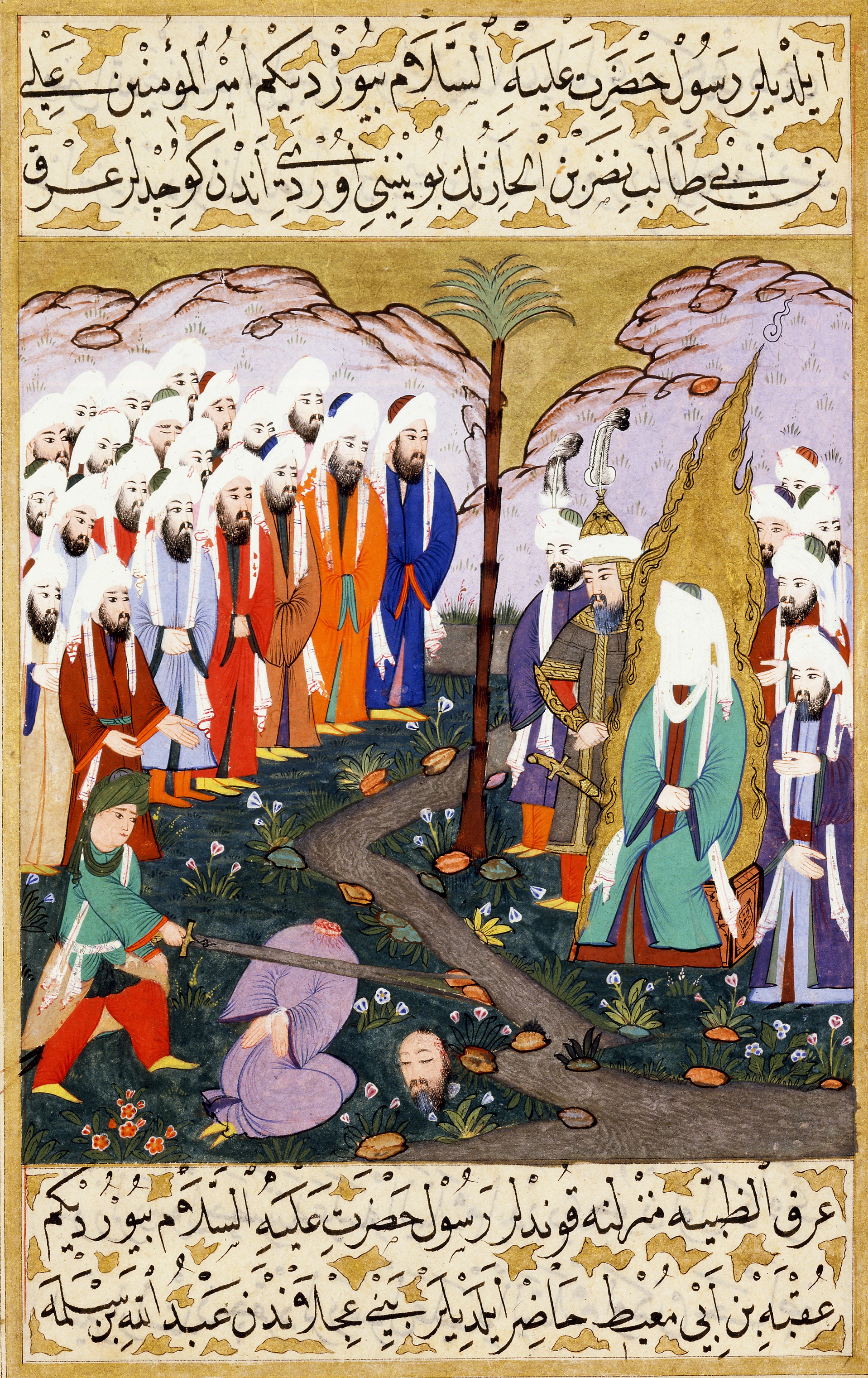
ʿAlī, der in Anwesenheit Mohammeds mit dem zweiklingigen Dhū-l-faqār-Schwert den Quraischiten an-Nadr ibn al-Hārith enthauptet. Osmanische Miniatur, 16. Jh.

ʿAlī war der Sohn von Abū Tālib ibn ʿAbd al-Muttalib und Fātima bint Asad. Sowohl durch seinen Vater als auch durch seine Mutter gehörte er der quraischitischen Großfamilie der Banū Hāschim an. Sein Vater Abū Tālib war durch ʿAbd al-Muttalib ein Enkel von Hāschim ibn ʿAbd Manāf, seine Mutter Fātima war eine Tochter von ʿAbd al-Muttalibs Bruder Asad.

## Leben

### Rolle zu Lebzeiten des Propheten

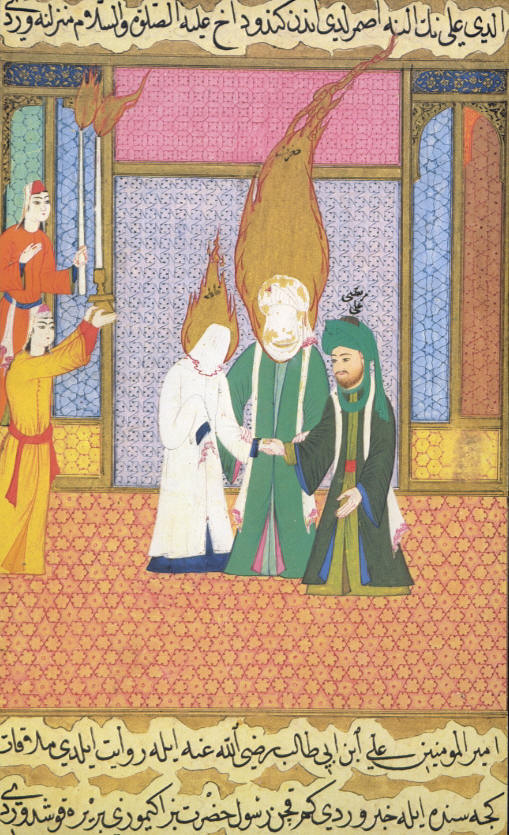
Der Prophet Mohammed gibt seine Tochter Fatima zur Heirat mit seinem Cousin ʿAlī ibn Abī Tālib

ʿAlī wurde am Freitag, den 13. Radschab, im dreißigsten Jahr nach dem Jahr des Elefanten bzw. am 29. September im Jahre 600 in der Kaaba in Mekka geboren. Seine Geburt in der Kaaba wird von vielen Schiiten (einschließlich al-Sayyid al-Radi, al-Shaykh al-Mufid, Qutb al-Rawandi und Ibn Shahrashub) und auch vielen sunnitischen Gelehrten (einschließlich al-Hakim al-Nishaburi, al-Hafiz al-Ganji al-Shafi'i, Ibn al-Jawzi al-Hanafi, Ibn Sabbagh al-Maliki, al-Halabi und al-Mas'udi) allgemein akzeptiert. Er gilt gläubigen Muslimen damit als einziger Mensch, der in der Kaaba geboren wurde.

Beiname „Asadullah“, von Mohammed an seinen Cousin vergeben.

Seine Mutter wollte ihm zunächst den Namen Ḥaidar oder Asad (beides heißt „Löwe“) geben, doch als sie mit dem Kind in das Haus Abu Talibs, des Vaters ʿAlīs, kam und der Vater nach dem Namen des Kindes fragte, soll der dort anwesende Mohammed gesagt haben, dass er ʿAlī heiße. Vor allem Schiiten gebrauchen diesen oder ähnliche Beinamen wie Asad Allāh („Löwe Gottes“) noch heute.
Als ʿAlī etwa sechs Jahre alt war, gab es in Mekka eine Hungersnot und Abu Talib, der eine große Familie hatte, hatte Schwierigkeiten, seine Familie zu versorgen. Mohammed half Abu Talib und seiner Familie, indem er den noch jungen ʿAlī in seinen Haushalt aufnahm und sich um ihn kümmerte.
ʿAlī wurde daraufhin einer der engsten Vertrauten des Propheten. Seine Konversion zum Islam erfolgte noch im Kindesalter. Sein genaues Alter beim Übertritt zum Islam ist aber umstritten. Nach al-Dschahiz (gest. 869) schwankten die Meinungen zu seiner Zeit zwischen fünf und neun Jahren. Nach Laura Veccia Vaglieri, die allerdings keine Quelle nennt, war ʿAlī zu diesem Zeitpunkt höchstens zehn bis elf Jahre alt.
Eine wichtige Rolle spielte ʿAlī während der Wallfahrt des Jahres 9 nach der Hidschra (631 n. Chr.). Während Mohammed Abū Bakr mit der Leitung dieser Wallfahrt betraute, verblieb ʿAlī bei Mohammed in Medina. Nach Abū Bakrs Abreise erhielt Mohammed jedoch eine wichtige Offenbarung, die den Umgang mit den in Mekka verbliebenen Muschrikūn betraf, nämlich die ersten sieben Verse von Sure 9. Er sandte daraufhin ʿAlī nach Mekka, der den Text der sieben Verse vor der Pilgerversammlung in Minā öffentlich verlas.

### Nachfolgestreit
Der Tod des Propheten Mohammed stellte die muslimische Umma vor die Frage, wer die Nachfolge des Propheten innerhalb der Gemeinde antreten sollte. Mohammed hatte laut ʿAlī vor seinem Tod Vorkehrungen getroffen: In der Oase Ghadīr Chumm soll er seinen Nachfolger mit den folgenden Worten bekannt gemacht haben: „Jeder, dessen Herr ich bin, der hat auch ʿAlī zum Herrn“ (man kuntu maulā-hu fa-ʿAlī maulā-hu). Das Ereignis von Ghadīr Chumm ereignete sich gemäß schiitischen Autoren am 10. März 632 (18. Dhū l-Hiddscha) nach der Hedschra, vor angeblich über 100.000 Muslimen, während der letzten Pilgerfahrt Mohammeds. Abu Bakr, Omar, Othman, Talha und Zubair ergriffen demnach als erste die Hand ʿAlīs und schworen ihm Gefolgschaft. Ihnen folgten einer nach dem anderen die Auswanderer (Muhādschirūn) und Helfer (Ansār), dann die übrigen Versammlungsteilnehmer, die die Treue schworen und ʿAlī zu seiner Ernennung als Führer der Gläubigen gratulierten. Diese Feier soll drei Tage lang gedauert haben. Diese angebliche Designation durch Mohammed wurde von ʿAlī allerdings erst Jahre später als Begründung für seinen Anspruch auf das Kalifat angeführt.
Nach dem Tod Mohammeds war die Nachfolgefrage in Wahrheit ungeklärt, und so traten zwischen den mekkanischen Muhādschirūn und den medinischen Ansār vielmehr schwere Meinungsverschiedenheiten auf. Umar ibn al-Chattāb huldigte nämlich zu einem Zeitpunkt, als ʿAlī und seine Familie noch mit der Bestattung des Propheten beschäftigt waren, bei einer Versammlung der Ansār in der sogenannten Saqīfa des Saʿd ibn ʿUbāda überraschend Abū Bakr als dem neuen Befehlshaber. Abū Bakr nahm in der Folgezeit den Titel ḫalīfat rasūl Allāh („Nachfolger des Gottesgesandten“, kurz Kalif) an.
Viele Ansār weigerten sich zunächst, Abū Bakr zu huldigen. Auch die Banū Hāschim, die Großfamilie des Propheten, protestierten dagegen, dass sie bei der Regelung der Nachfolge übergangen worden sei. ʿAlī hatte offensichtlich auch die Unterstützung der Familie ʿAbd Schams. Nur das intensive Werben ʿUmars führte dazu, dass im Laufe der Zeit die meisten Prophetengefährten Abū Bakr als Kalifen anerkannten. ʿAlī verweigerte Abu Bakr den Treueid, doch unter der Führung von Abu Bakr und Umar wurde das Haus von Fatima und ʿAlī als ein Druckmittel zum Treueeidzwang in Brand gesetzt. Fatima starb kurze Zeit darauf an den Folgen des Ereignisses; sie verlor nicht nur ihr eigenes Leben, sondern auch ihr noch ungeborenes Kind. ʿAlī leistete Abū Bakr unter Zwang und widerwillig erst sechs Monate später den Treueid, nachdem Fatima verstorben war. Damit war die Nachfolgefrage vorläufig geklärt.

### Auseinandersetzung mit ʿUthmān
Als 644 der zweite Kalif ʿUmar starb, gehörte ʿAlī zusammen mit ʿUthmān ibn ʿAffān, ʿAbd ar-Rahmān ibn ʿAuf, Talha ibn ʿUbaidullah, az-Zubair ibn al-ʿAuwām und Sa'd ibn Abi Waqqas dem Rat an, der den neuen Kalifen wählen sollte. Von den sechs Personen hegten allein er und ʿUthmān Ambitionen auf die Nachfolge. ʿAbd ar-Rahmān verzichtete auf die Kandidatur unter der Bedingung, dass ihm im Falle der Uneinigkeit die Aufgabe des Schiedsrichters übertragen würde. Da Saʿd für ʿAlī votierte und az-Zubair für ʿUthmān, Talha aber abwesend war, kam ʿAbd ar-Rahmān tatsächlich als Schiedsrichter zum Einsatz. Er entschied sich nach Beratungen mit den Häuptern der quraischitischen Großfamilie für ʿUthmān, wodurch dieser zum neuen Kalifen wurde.
Während des Kalifats von ʿUthmān kam es zu einer heftigen Auseinandersetzung mit ʿAlī über die Beurteilung von Abū Dharr al-Ghifārī, der den Umayyaden Selbstbereicherung vorgeworfen hatte. Während ʿUthmān Abū Dharr wegen seiner Kritik hinrichten wollte, übernahm ʿAlī seine Verteidigung. Er empfahl dem Kalifen, Abū Dharr nicht zu töten, sondern sich hinsichtlich seiner an die koranische Aussage von Sure 40:28 zu halten: „Wenn er ein Lügner ist, ist er es zu seinem eigenen Nachteil. Wenn er aber die Wahrheit sagt, wird euch etwas von dem treffen, was er euch androht.“ Als ʿUthmān schließlich Abū Dharr aus Medina nach ar-Rabadha verbannte, begleitete ihn ʿAlī trotz eines Verbots des Kalifen aus der Stadt. Die Verteidigung Abū Dharrs durch ʿAlī wird nicht nur in Quellen erwähnt, die der Schia nahestehen, sondern auch in Texten ibaditischer Autoren.

### Die umstrittene Wahl zum Kalifen
Nach der Ermordung ʿUthmāns am 17. Juni 656 leisteten viele der Aufständischen, die dessen Haus belagert hatten, ʿAlī den Treueid und forderten ihn dazu auf, das Kalifat zu übernehmen. ʿAlī zögerte zunächst, nahm aber fünf Tage später die Huldigung als Kalif entgegen. Auch viele Ansār leisteten ihm den Treueid. Das Kalifat ʿAlīs wurde jedoch nicht allgemein anerkannt. Viele bedeutende Prophetengefährten, darunter Tala ibn ʿUbaidallāh, az-Zubair ibn al-ʿAuwām, Sa'd ibn Abi Waqqas, ʿAbdallāh, der Sohn ʿUmars und Zaid ibn Thabit, verweigerten ihm die Huldigung. Andere, wie Abū Bakra ath-Thaqafī, kritisierten, dass bei ʿAlīs Wahl kein Wahlgremium getagt habe. Auch wenn Mālik al-Aschtar, einer der glühendsten Anhänger ʿAlīs, einige von denen, die den Treueid verweigerten, mit Waffengewalt bedrängte, änderte dies nichts an ihrer Haltung.
Die Angehörigen und Anhänger des Umayyaden-Hauses, darunter auch mehrere bekannte Dichter, hatten schon vorher Medina verlassen und sich nach Syrien begeben, wo Uthmans Gouverneur und Verwandter Muʿāwiya an der Macht blieb und ʿAlī die Gefolgschaft verweigerte. Sie machten ʿAlī den Vorwurf, an der Ermordung Uthmans mitschuldig zu sein, zumal er gezwungen war, sich auf die Kräfte zu stützen, die gegen Uthman opponiert hatten.

### Kamelschlacht
Eine dritte Partei in dem Konflikt bildeten Mohammeds Witwe ʿĀ'ischa und die beiden Prophetengefährten Talha ibn ʿUbaidallāh und az-Zubair ibn al-ʿAuwām. Sie begaben sich nach Basra und bauten sich dort eine Widerstandsbasis auf. Am 10. Dschumada th-thaniyya des Jahres 36 (= 4. Dezember 656) kam es zu einer Schlacht zwischen den beiden Lagern, die für die Partei ʿĀ'ischas mit einer vernichtenden Niederlage endete. Talha und az-Zubair fielen, die Verbände ʿAlīs gingen als klare Sieger hervor. Da ʿĀ'ischa dieser Schlacht in einer Kamelsänfte beigewohnt hatte, hat man sie Kamelschlacht genannt.
Unter Ali begann sich das politische Zentrum des Kalifats zu verschieben. So befand sich nicht nur seine Residenz Kufa außerhalb der Arabischen Halbinsel, sondern auch seine Feinde Aischa und Muawiya stützten sich auf ihre Anhängerschaft im Irak (Mesopotamien) bzw. in Scham (Syrien).

### Siffīn und die Abspaltung der Charidschiten
Gegenüber Muawiya konnte Ali die Anerkennung seines Kalifats jedoch nicht durchsetzen. Während der Schlacht von Siffin am Euphrat im Juli 657 ließ sich ʿAlī dazu überreden, ein Schiedsgericht einzusetzen, das darüber entscheiden sollte, welche der beiden Parteien recht hatte. Dies führte zur Spaltung seiner Anhängerschaft und zum Abfall der egalitären Charidschiten, die gegen Verhandlungen mit Muawiya waren. In der Folgezeit musste sich Ali vor allem der Bekämpfung der Charidschiten im Irak widmen. Ab dem September 658 kam es zu einer ganzen Reihe charidschitischer Aufstände gegen ihn. In der Auseinandersetzung mit den Charidschiten berief sich ʿAlī zum ersten Mal darauf, dass ihn Mohammed vor seinem Tod auf der Rückkehr von seiner letzten Wallfahrt in der Oase Ghadīr Chumm als Nachfolger designiert habe.

### Machtverfall und Tod

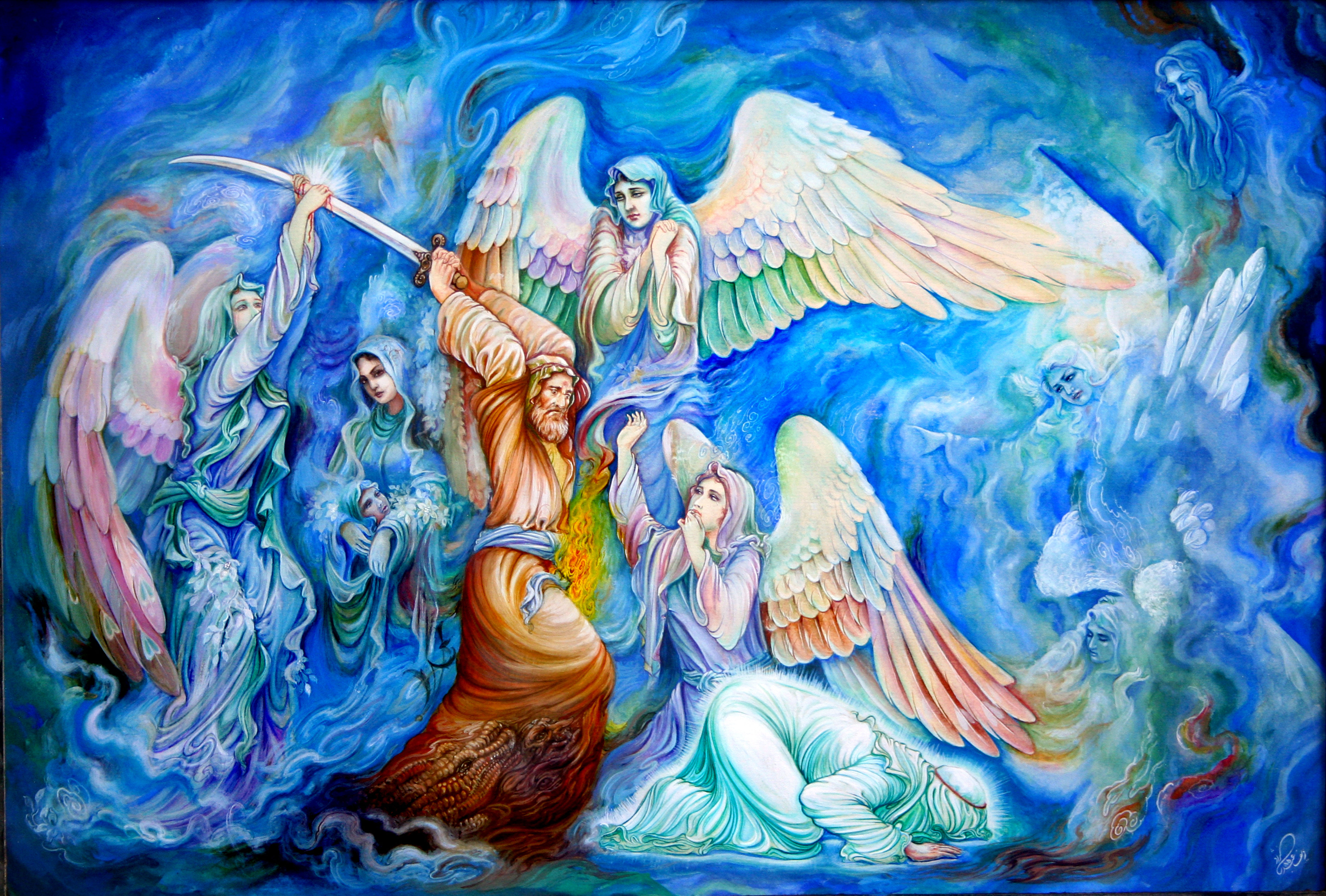
Martyrium des Imams Ali (von Yousef Abdinejad)

Im Februar 659 trat in Dūmat al-Dschandal das vereinbarte Schiedsgericht zusammen, bei dem ʿAlī durch Abū Mūsā al-Aschʿarī und Muʿāwiya durch ʿAmr ibn al-ʿĀs vertreten wurde. Die beiden Schiedsmänner konnten sich nicht auf einen gemeinsamen Schiedsspruch einigen, erklärten aber ʿUthmān ibn ʿAffān für unschuldig. ʿAlīs Machtposition verschlechterte sich dadurch in der nachfolgenden Zeit zusehends. So verlor er im Sommer 660 die Kontrolle über den Hedschas und den Jemen an die Truppen Muʿāwiyas. Seine Konzentration lag zunächst auch auf dem Kampf gegen die Charidschiten, dem er kurz darauf auch zum Opfer fiel.
Am 28. Januar 661 wurde ʿAlī bei einem Attentat durch den Charidschiten ʿAbd ar-Rahmān ibn Muldscham al-Murādī in der Großen Moschee von Kufa getötet. Das Alter, in dem ʿAlī verstarb, ist umstritten. Die Angaben in den arabischen Quellen schwanken zwischen 58 und 68 Jahren. Der Streit über das Alter ʿAlīs zur Zeit seiner Ermordung hängt mit der Kontroverse über sein Alter bei der Konversion zum Islam (siehe oben) zusammen. Der Oxforder Historiker James Howard-Johnston plädierte 2010 ausgehend von christlichen Quellen dafür, den Tod des Kalifen bereits auf das Jahr 658 n. Chr. zu datieren; die Chronologie der muslimischen Quellen sei im Nachhinein aus diversen Gründen verfälscht worden.

## Die Aliden, die Schia und die Diskussion um das Imamat
Ali heiratete im Laufe seines Lebens insgesamt neun Frauen und hatte daneben mehrere Konkubinen, die ihm insgesamt 14 Söhne und 19 Töchter schenkten. Drei von seinen Söhnen spielten nach seinem Tod eine politische Rolle: sein Sohn Hasan folgte ihm im Frühjahr 661 im Kalifenamt, dankte dann aber im Sommer zugunsten von Muawiya I. ab; sein Sohn Husain unternahm 680 einen Aufstand gegen die Umayyaden, fiel aber bei Kerbela im Kampf; und sein Sohn Muhammad ibn al-Hanafīya wurde 685 in Kufa während des Aufstands von al-Muchtār ibn Abī ʿUbaid als Thronprätendent genannt.
Insgesamt hinterließen fünf von ʿAlīs Söhnen Nachkommen. Diese Aliden spielten eine wichtige Rolle in den religiös-politischen Oppositionsbewegungen der Umayyaden- und frühen Abbasidenzeit. Diejenigen, die allein die Aliden als zur Herrschaft berechtigt ansahen, wurden als „Partei Alis“ (šīʿat ʿAlī) bezeichnet, wovon der deutsche Begriff Schiiten abgeleitet ist. Die Schiiten waren der Auffassung, dass ʿAlī nach Mohammed der vorzüglichste Mensch und insofern berechtigt gewesen sei, seine Nachfolge anzutreten. ʿAlīs Anspruch auf das Imamat leiteten sie auch aus Mohammeds angeblichen Worten am Ghadīr Chumm ab, die sie als Designation interpretierten.
Sunniten wie Abū l-Hasan al-Aschʿarī meinten dagegen, dass Mohammeds Ausspruch am Ghadīr Chumm nicht als eine Designation zu verstehen gewesen sei, und verwiesen darauf, dass ʿAlī selbst – wenn auch spät – Abū Bakr den Treueid geleistet hatte. Al-Aschʿarī vertrat die Lehre, dass der Grad der Vorzüglichkeit (faḍl) der vier ersten Kalifen ihrer zeitlichen Reihenfolge im Imamat entspreche. Demnach nimmt ʿAlī nur die vierte Stelle hinter Abu Bakr, Umar ibn al-Chattab und Uthman ibn Affan ein.

## ʿAlī-Verehrung

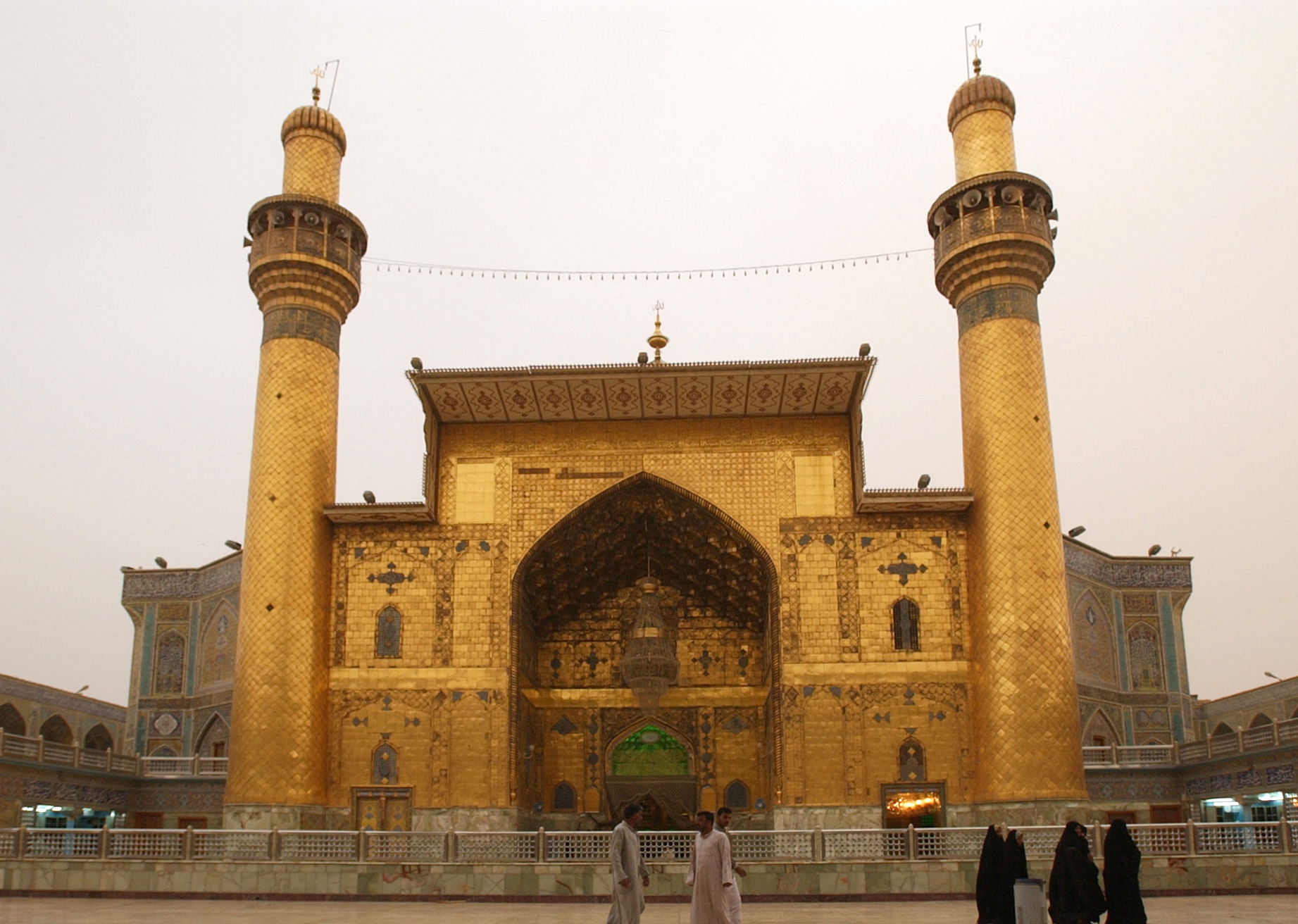
Die Imam-Ali-Moschee in Nadschaf

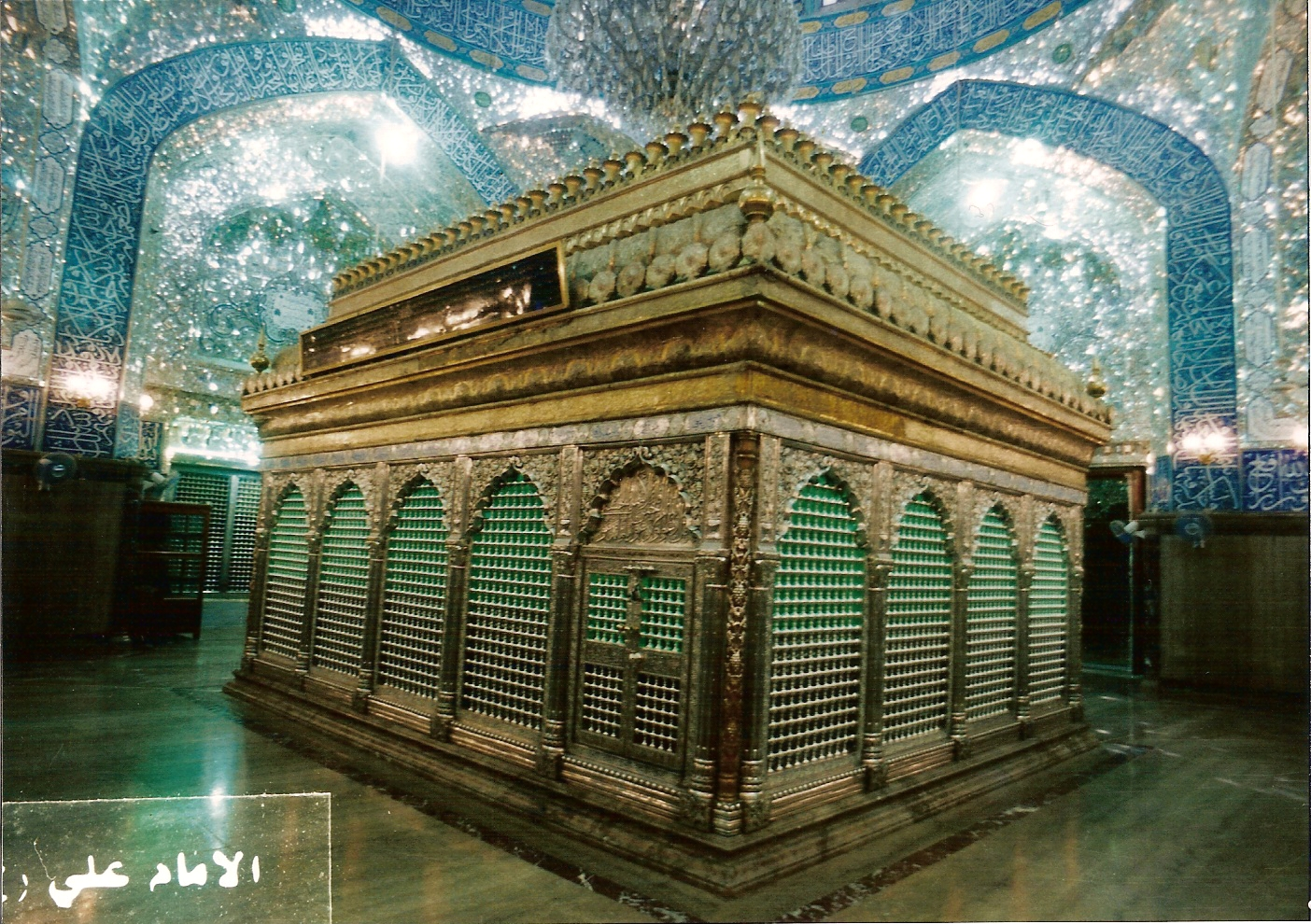
Innenraum des Grabmals von Imam Ali

Ali wird von den Muslimen für seine Weisheit und seine außerordentliche literarische Begabung gerühmt. Der Überlieferung nach soll der Prophet Mohammed gesagt haben: „Ich bin die Stadt des Wissens und Ali ist ihr Tor. Wer zu mir gelangen will, muss erst Ali passieren.“ Nach einer Tradition, die in verschiedenen Versionen in vielen sunnitischen und schiitischen Hadith-Sammlungen überliefert wird, sagte Mohammed sinngemäß: „O ʿAlī, du verhältst dich zu mir, wie Aaron zu Mose, nur gibt es keinen Propheten nach mir.“ Diese und ähnliche Aussagen des Propheten finden allgemeine Akzeptanz bei der überwiegenden Mehrheit der Muslime.
In der imamitischen Schia wurde ʿAlī glorifiziert und in eine halblegendarische Figur mit tragischen und heroischen Zügen verwandelt. So wird ihm ein Buch zugeschrieben, das den Bericht über alles enthalten soll, das bis zum Tag des Jüngsten Gerichts auf der Welt geschehen wird. Außerdem werden in zahlreichen imamitischen Texten die wunderhaften Fähigkeiten ʿAlīs beschrieben. Dazu gehören seine Kenntnis der unsichtbaren Welt (ġaib), seine Fähigkeit, auf die kosmischen Elemente einzuwirken, seine Beherrschung der divinatorischen Wissenschaften und seine Prophezeiungen. Ein fester Bestandteil der schiitischen Frömmigkeit ist außerdem die Pilgerfahrt zu ʿAlīs Grabmoschee im irakischen Nadschaf, das auch zu einem Zentrum der schiitischen Theologie wurde. Ein anderer Ort, an dem ʿAlī verehrt wird, ist Masar-e Scharif im heutigen Afghanistan mit dem Ali-Mausoleum. Auch der usbekische Ort Shohimardon verfügt über einen Schrein, der als Ali-Mausoleum verehrt wird.
ʿAlī-Verehrung findet sich auch bei modernen arabischen Christen. Der bekannteste Vertreter dieser Richtung war der libanesische Dichter Dschūrdsch Dschurdāq, der im Jahre 1956 in Beirut ein Buch mit dem Titel „Der Imam ʿAlī, die Stimme der menschlichen Gerechtigkeit“ (al-Imām ʿAlī, ṣaut al-ʿadāla al-insānīya) veröffentlichte, das in kürzester Zeit Übersetzungen ins Persische, Hindi und Englische erlebte und begeisterte Zustimmung von zwölfer-schiitischen Autoritäten wie Hossein Borudscherdi erfuhr. 1958 veröffentlichte Dschurdchān eine auf fünf Bände erweiterte Version seines Werks.

## Von ʿAlī überlieferte Werke
- Nahdsch al-Balāgha (Methode der Rhetorik) ist die bekannteste Sammlung von Predigten, Briefen und Überlieferungen, die Ali zugeordnet werden und vom schiitischen Geistlichen Scharif Radi zusammengetragen wurden.[31] Die Sammlung nimmt in der schiitischen Literatur eine prominente Rolle ein und gilt als wichtiges intellektuelles, politisches und religiöses Werk des schiitischen Islams.[32][33] Die Authentizität dieses Werkes wird von einigen Sunniten hinterfragt, da die Überlieferer des Textes und somit auch die Überlieferungskette der einzelnen Überlieferungen Schwachstellen enthalten sollen,[34] während bekannte schiitische Gelehrte das Werk als authentisch ansehen.[35]
- Der Regierungsauftrag an Malik al-Aschtar (vollständig in Nahdsch al-Balāgha enthalten) ist ein Instruktionsschreiben Alis an seinen Gouverneur für Ägypten, in der die Ideen und Verfahrensweisen einer Regierung festgelegt werden. Dieser Auftrag, der von vielen Muslimen und Nicht-Muslimen als idealtypische Verfassung einer islamischen Regierung betrachtet wird, trifft detaillierte Beschreibungen über die Rechte und Pflichten von Herrschern, aber auch die Funktionen eines Staates und dessen sozialer Zusammensetzung.[36] Das Entwicklungsprogramm der Vereinten Nationen führt in seinem 2002 veröffentlichten Arab Human Development Report den Regierungsauftrag als Beispiel von Good Governance auf.[37]
- Duʿāʾ Kumail ist das unter Schiiten bekannteste Bittgebet Alis, welches über den Prophetengefährten Kumail ibn Ziyad übermittelt wurde und seitdem das Bittgebet von Kumail genannt wird.[38][39]